# Клементи, Вильгельмина
Вильгельмина Клементи (эст. Vilhelmine Rosalie Klementi; 31 марта 1904 — 16 февраля 1929) — эстонская революционерка, член ЦК Коммунистического союза молодёжи Эстонии (молодёжной организации Коммунистической партии Эстонии). Литературный псевдоним — Виллу (эст. Villu).

## Биография
Родилась в многодетной рабочей семье. Училась в вечерней школе, а днём работала на табачной фабрике, либо в торговом порту. В 1920 году присоединилась к Всеэстонскому союзу молодых пролетариев.
В 1922 году была избрана членом оргкомитета Коммунистического союза молодёжи Эстонии.
Арестована и приговорена к 6 годам и 8 месяцам каторги. Бежала из тюрьмы, но выданная провокатором (Bernhard-Johannes Must) вновь схвачена. За 7 лет пребывания в тюрьме более 70 суток провела в карцере и около 240 раз подвергалась административным наказаниям.
Скончалась 16 февраля 1929 года (по другим данным 19 ноября того же года) в тюремной больнице от скоротечной чахотки, похоронена в Таллине на кладбище Рахумяэ.
Похороны Вильгельмины Клементи вылились в массовую демонстрацию протеста против властей.

## Память
В честь Вильгельмины Клементи была названа швейная фабрика в Таллине, а также ряд учебных заведений.
По состоянию на 2025 год на месте бывшей швейной фабрики всё ещё расположен бизнес-центр Klementi maja.